# Kriegerdenkmal Beetzendorf (Deutsch-Französischer Krieg)

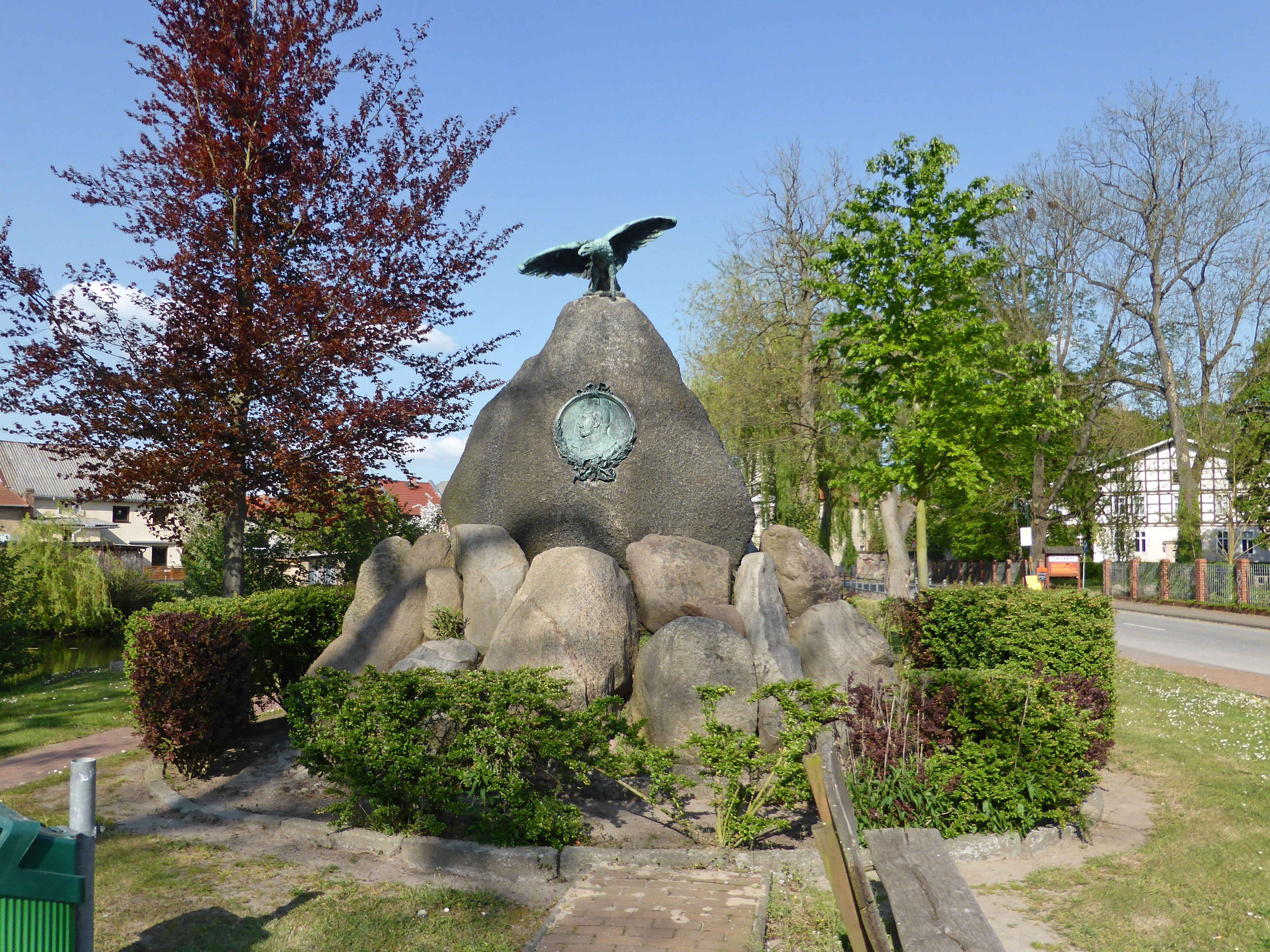
Kriegerdenkmal zur Erinnerung an den Deutsch-Französischen Krieg

Das Kriegerdenkmal Beetzendorf ist ein denkmalgeschütztes Kriegerdenkmal der Gemeinde Beetzendorf in Sachsen-Anhalt. Im örtlichen Denkmalverzeichnis ist das Kriegerdenkmal unter der Erfassungsnummer 094 30546 als Baudenkmal verzeichnet.

## Allgemeines
Das Denkmal steht an der Kreuzung der drei Straßen Steinweg, Freistraße und Beverhol in Beetzendorf, nördlich des Beetzendorfer Parks. Es wurde 1911 zur Erinnerung an den Deutsch-Französischen Krieg errichtet und besteht aus einem großen Findling umgeben von mehreren kleineren Findlingen. Bekrönt wird das Denkmal von einem Adler mit ausgebreiteten Schwingen. Am Denkmal ist eine Plakette von Kaiser Wilhelm I. angebracht.
Neben dem Kriegerdenkmal für den Deutsch-Französischen Krieg befindet sich noch ein Kriegerdenkmal zur Erinnerung an die gefallenen Soldaten des Ersten Weltkriegs und des Zweiten Weltkriegs vor der Kirche St. Marien. In einer der beiden Kirchen wurden Gedenktafeln für die Gefallenen der Weltkriege aufgehängt.